# Георгије Кијевски
Митрополит Георгије (11. век) – митрополит кијевски, наводни аутор „Спор са латинима“.
Био је пореклом Грк. По претпоставци митрополита Макарија (Булгакова), Георгије је био на месту митрополита у периоду од 1062-1077. године, а према митрополиту Филарету (Гумилевском) - у периоду 1065-1073. године.

## Биографија
У Русију је стигао из Византије око 1062. године. Као што је јасно из грчких натписа на печатима који су му припадали („Господе, помози Георгију, митрополиту руском и Синкелу“), он је истовремено био и члан царског сената у Цариграду и носио је дворску титулу „Синкел”.
Име митрополита Георгија помиње се у „Повести минулих лета” под 1072. годином у причи о преносу моштију Бориса и Глеба („Митрополит је тада био Георгије”), а под 1073. („Митрополит Георгије” био тада у Грчкој” - односно налазио се у Византији), као и у поруци митрополита Нифонта Кирику Новгородцу, где се помиње владавина „митрополита Георгија”. „Не може, каже, да га васпитава, чак и да хоће да донесе спасење његовој души, чак и да створи митрополита руског Георгија, али га нема нигде.
Умро касније од 1073. године. Његов наследник, митрополит Јован II, га је наследио најкасније 1077. године.

## Књижевно наслеђе
Митрополит Георгије оставио је запажен траг у историји древне руске књижевности. Под његовим именом сачувано је неколико познатих дела.
Георгију се приписује дело, познато у једином списку с краја 15. века и тамо названо „Георгије, митрополит кијевски, надметање са Латинима, број 70” (почетак: „Пошто је велики Константин примио царство од Христа ...”). „Попис” наводи 27 оптужби против „Латина” за кршење хришћанских догми. Власништво над Георгијевим „Пописом“ доводи у питање А. С. Павлов, који га сматра каснијом компилацијом из писма митрополита Никћфора Владимиру Всеволодовичу Мономаху и „Приче о сељачкој и латинској вери“ Теодосија Печерског. Е. Е. Голубински је такође приписао Георгију „Заповест светих отаца о исповедању синова и кћери“, али ово приписивање није признато као утемељено.